# Campbell Plateau

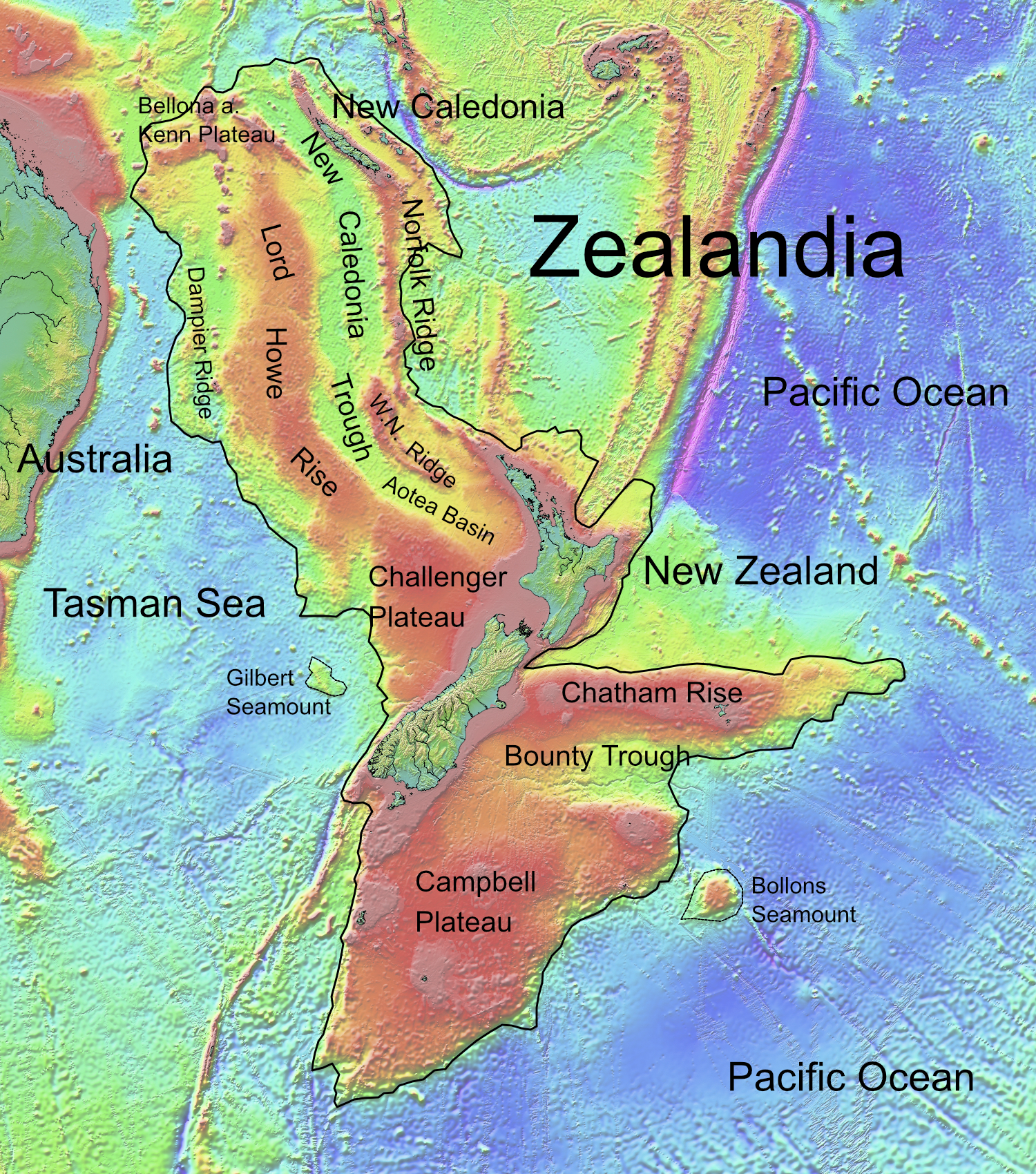
Topografische Karte von Zealandia mit dem Campbell Plateau im Süden

Das Campbell Plateau ist ein südlich bis südöstlich von Neuseeland unter dem Meeresspiegel liegendes Gebirgsplateau. Es gehört zu dem 4,9 Millionen Quadratkilometer großen und zu 94 % unter dem Meeresspiegel liegenden Gebiet, das von Wissenschaftlern als Zealandia bezeichnet und um dessen Anerkennung als Kontinent geworben wird.

## Geographie
Das Campbell Plateau, das fast die Form eines Stumpfwinkligen Dreiecks hat, beginnt rund 250 km südlich von Stewart Island und dehnt sich von dort rund 700 km nach Süden aus. Die Ost-West-Ausdehnung liegt bei rund 1150 km und die Ausdehnung von der südlichsten Spitze bis zur östlichen misst rund 1500 km.
Die erhöhten Gebiete des unterseeischen Plateaus liegen zwischen 0 und 1000 m Tiefe und mit den Auckland Islands, Campbell Island, Antipodes Islands und Bounty Islands (von West nach Ost gelistet) ragen Teile des Plateaus sogar aus dem Pazifischen Ozean heraus.
Als größere Vertiefungen in dem Campbell Plateau sind das Great South Basin zu nennen, das südlich der Südinsel von Neuseeland bis westlich der Auckland Islands liegt und sich östlich davon in dem Pukaki Basin fortsetzt, das Campbell Basin, das südlich von Campbell Island liegt und das Outer Campbell Basin, das sich östlich von Campbell Island befindet.
Im Westen fallen die Hänge des Plateaus auf zwischen 1500 und 4000 m Tiefe ab, während sie im Südosten auf eine Tiefe um die 4000 m absinken. Nördlich des Plateaus grenzt der rund 800 km lange und 250 km breite Bounty Trough an, der es auf eine Tiefe von zwischen 1000 und 4000 m bringt.

## Geologie
Der größte Teil des Campbell Plateaus besteht aus einer zwischen 20 und 25 km dicken Kontinentalkruste, die an den Rändern bis auf zwischen 10 und 15 km Dicke abnimmt. Das Basisgestein der Kruste besteht vorwiegend aus zwei Gesteinsarten, silicathaltigen Gesteinen mit dazwischenliegenden magmatischen Gesteinen und quarzartigen metasedimentären Steinen. Sie sind vergleichbar denen von Teilen der Südinsel von Neuseeland. So ist das magmatische Gestein, das auf Auckland Island gefunden wurde, ähnlich dem Gestein, das auf Stewart Island, den Snares Islands und im westlichen Teil der Südinsel gefunden wurde, Granodiorite von Bounty Island gleichen den aus dem Gebiet der Foveaux Strait und das metasedimentäre Gestein von Campbell Island, von verschiedenen Bohrungen im Seebett des Plateaus und vom Seeboden nahe den Bounty Islands sind vergleichbar mit denen von der West Coast der Südinsel und stammen aus dem Mesozoikum bis späten Paläozoikum.

## Magnetische Anomalien
Im südlichen Teil der Südinsel bis in das Great South Basin hinein und im Bereiche des Campbell Plateaus existieren zwei magnetische Anomalie-Systeme, das Stokes Magnetic Anomaly System (SMAS) und das Campbell Magnetic Anomaly System (CMAS). Beide Systeme haben unterschiedliche Merkmale in der Gravitation und im Magnetismus. Während bei dem CMA-System vulkanische Aktivitäten im Pliozän vermutet werden und eine dem Plateau unterlegte Kruste unter der bestehenden Kontinentalkruste festgestellt wurde, blieb der Bereich des SMA-Systems davon verschont. Zudem gilt das Great South Basin als der Teil von Zealandia mit der dünnsten und schwächsten Kruste. Es kann derzeit nicht erklärt werden, warum überhaupt unter dem Campbell Plateau eine eingeschobene Kruste existiert und sie dem Great South Basin fehlt.